# Quarth
Quarth (クオース?), noto anche con il titolo Block Hole, è un videogioco arcade sviluppato e pubblicato da Konami nel 1989. Convertito per MSX2, Famicom e Game Boy, il videogioco è un ibrido tra Tetris e uno shoot 'em up.
Quarth è stato incluso in compilation di videogiochi per Game Boy, Nintendo DS e PlayStation 2. Oltre ad essere disponibile tramite Virtual Console, una versione per i-mode è stata commercializzata sotto il nome di Block Quarth.

## Modalità di gioco
In modo analogo al Tetris, alcuni blocchi di forma differente cadranno dalla cima dello schermo. Compito dell'astronave è sparare agli ostacoli in modo da formare dei rettangoli e farli sparire prima che possano raggiungere la navicella.